# J. Berkeley Larsen
James Berkeley Larsen, född 27 februari 1889 i Sanpete County i Utahterritoriet, död 30 mars 1979, var en amerikansk republikansk politiker. Han var Idahos viceguvernör 1955–1959.
Larsen efterträdde 1955 Edson H. Deal som Idahos viceguvernör och efterträddes 1959 av W.E. Drevlow. Larsens mor och farföräldrar var födda i Danmark.